# 스튜 밀러
스튜어트 레너드 밀러(영어: Stuart Leonard Miller, 1927년 12월 26일~2015년 1월 4일)는 "더 버터플라이 맨"(영어: The Butterfly Man)이라는 별명으로 알려진 미국의 프로 야구 선수로, 포지션은 투수였다. 16시즌 동안 메이저 리그 베이스볼(MLB)의 세인트루이스 카디널스, 필라델피아 필리스, 뉴욕/샌프란시스코 자이언츠, 볼티모어 오리올스, 애틀랜타 브레이브스 등지에서 뛰었다. 우투우타로, 통산 704경기에 출전(93선발), 105승 103패, 154세이브, 평균자책점 3.24, 1,164탈삼진을 기록했다.